# Bernard James
Bernard James (* 7. Februar 1985 in Savannah, Georgia) ist ein ehemaliger US-amerikanischer Basketballspieler. Im NBA Draft 2012 wurde der Center an 33. Stelle von den Cleveland Cavaliers ausgewählt und anschließend an die Dallas Mavericks abgegeben. Mit 27 Jahren war er der älteste jemals gedraftete Spieler.

## Karriere
James begann erst im Alter von 18 Jahren mit dem Basketballspielen, nachdem er der US Air Force beigetreten war. Er diente insgesamt sechs Jahre bei der Luftwaffe und erreichte den Dienstgrad des Staff Sergeant. Von 2010 bis 2012 besuchte James die Florida State University (FSU) und gewann 2012 mit den dort ansässigen Florida State Seminoles die ACC Championship. Er gilt als einer der herausragendsten Basketballspieler in der FSU-Geschichte.
Nach Abschluss seiner Collegelaufbahn meldete sich James zum NBA-Draft 2012 an. Er wurde an 33. Stelle von Cleveland Cavaliers ausgewählt und noch am gleichen Abend zusammen mit Jae Crowder und Jared Cunningham im Tausch für Kelenna Azubuike und Tyler Zeller zu den Dallas Mavericks transferiert. Am 25. Juli 2012 unterschrieb er offiziell seinen Rookievertrag.